# Borg í Grímsnesi
Borg í Grímsnesi (Borg in Grimsnes) ist eine Siedlung im Süden von Island.
Sie liegt westlich der Biskupstungnabraut  an einem Kreisverkehr zwischen Kerið und Brúará.
Hier ist der Verwaltungssitz der Gemeinde Grímsnes- og Grafningshreppur, die 535 Einwohner hat.
In Borg wohnen davon 157 (Stand 1. Januar 2023).
Die zweitgrößte Siedlung in der Gemeinde ist Sólheimar mit 95 Einwohnern.